# Maxera vestipicta
Maxera vestipicta är en fjärilsart som beskrevs av Hans Daniel Johan Wallengren 1863. Maxera vestipicta ingår i släktet Maxera och familjen nattflyn. Inga underarter finns listade i Catalogue of Life.